# Jill Clayburgh
 (avril 2023).
Pour les articles homonymes, voir Clayburgh.
Jill Clayburgh est une actrice américaine, née le 30 avril 1944 à New York, et morte le 5 novembre 2010 à son domicile de Lakeville (Connecticut) des suites d'une leucémie lymphoïde,.
Elle est la mère de l'actrice Lily Rabe.

## Carrière
Elle étudie au Sarah Lawrence College où elle rencontre Brian De Palma, lui aussi étudiant, et joue dans son premier film, The Wedding Party. Auparavant elle avait joué sur scène à Boston et fait ses débuts à Broadway dans The Sudden and Accidental Re-Education of Horse Johnson. En 1969, elle tient la vedette dans un spectacle off-Broadway.
Après quelques rôles secondaires au cinéma et des apparitions à la télévision, elle décroche en 1976 deux rôles titres : le premier dans Le Sourire aux larmes (en), qu'elle tourne pour le petit écran face à Peter Falk, et lui apporte une reconnaissance certaine. Le second sur le grand écran, où elle prend le risque d'incarner Carole Lombard, symbole sexuel des années trente (James Brolin joue Clark Gable), mais le film ne remporte pas un franc succès.

### Succès à Hollywood
Les dix années suivantes sont brillantes : face à des partenaires aussi talentueux et charismatiques que Gene Wilder, Alan Bates, Kris Kristofferson, Michael Douglas, Walter Matthau, ou encore Burt Reynolds dans Merci d'avoir été ma femme, notamment.
Elle se montre aussi à l'aise dans la comédie et la chronique douce amère que dans le drame le plus noir, dirigée par des pointures du cinéma américain (Alan J. Pakula) et surtout européen : Bernardo Bertolucci, Andrei Konchalovsky, Costa-Gavras. Plus tard, malgré L'Amour en trop de Bruce Beresford (1992) au côté d'Albert Finney et Kyle MacLachlan, où elle renoue avec le type de composition qui a fait sa gloire, le succès n'est plus aussi important.

### Télévision

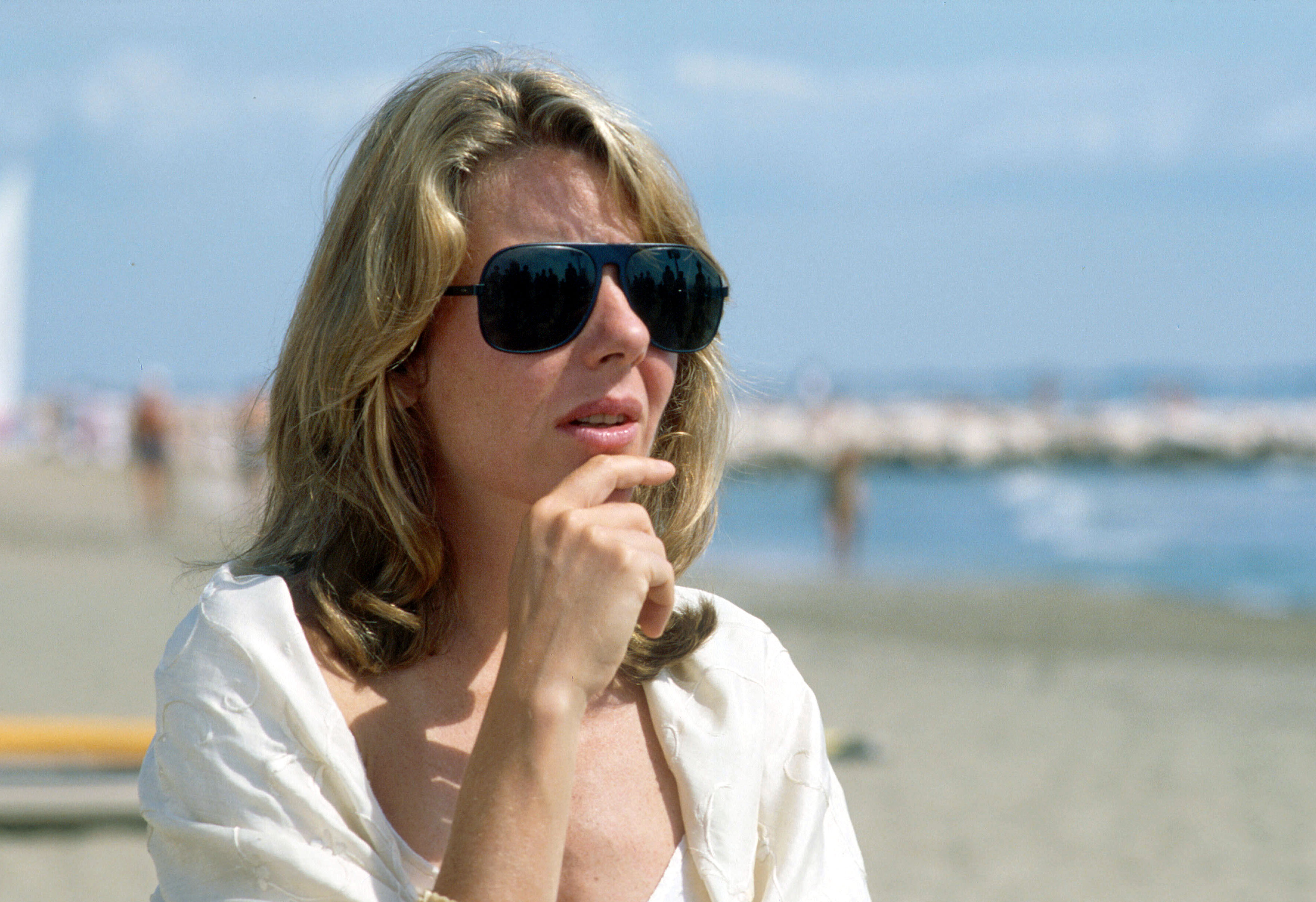
Jill Clayburgh à la Mostra de Venise 1983.

En 1997, elle joue dans le téléfilm Beauté criminelle (Crowned and Dangerous), avec George Eads. Ce téléfilm entre dans l'envers du décor des concours de beauté. Elle y interprète une mère qui pousse sa fille, depuis toujours, à se faire élire Miss USA. Dans ce rôle de la maman de la Miss Californie, interprétée par Yasmine Bleeth, elle campe une femme qui réalise trop tard, que son ambition pour sa fille, vient de mener son enfant à sa perte.
Par la suite, outre des rôles de complément dans les films Coup de foudre et conséquences, Courir avec des ciseaux ou Love, et autres drogues (2010), la star apparaît dans les séries New York - Police judiciaire, The Practice, Frasier, Ally McBeal (où elle interprète la mère de l'avocate fantasque), ou encore Nip/Tuck qui lui rapporte une nomination aux Emmy Awards.

#### Dernière série
En 2007, elle interprète le rôle de Letitia Darling, dans la nouvelle série Dirty Sexy Money, auprès de Donald Sutherland. Elle y joue l'épouse d'un homme d'affaires, dont elle est avec lui, à la tête de l'une des familles les plus puissantes des États-Unis. La série prend fin en 2009, soit un an avant son décès.[réf. nécessaire]

### Théâtre
En 2006 elle a participé à la pièce Pieds nus dans le parc de Neil Simon à Broadway.

## Maladie et Décès
Vers la fin des années 1980 Jill Clayburgh apprend qu'elle est atteinte d'une leucémie lymphoïde chronique. Elle décède des suites de cette maladie le 5 novembre 2010 chez elle à Lakeville, dans le Connecticut.

## Filmographie

### Cinéma
- 1969 : The Wedding Party de Wilford Leach, Brian De Palma et Cynthia Munroe : Josephine
- 1971 : The Telephone Book (en) de Nelson Lyon : la femme masquée
- 1972 : Portnoy et son complexe (en) (Portnoy's Complaint) d'Ernest Lehman : Naomi
- 1973 : Le Voleur qui vient dîner (The Thief Who Came to Dinner), de Bud Yorkin : Jackie
- 1974 : L'Homme terminal (The Terminal Man) de Mike Hodges : Angela Black
- 1976 : Gable et Lombard (Gable and Lombard) de Sidney J. Furie : Carole Lombard
- 1976 : Transamerica Express (Silver Streak) : Hilly Burns
- 1977 : Les Faux-durs (Semi-Tough) de Michael Ritchie : Barbara Jane Bookman
- 1978 : La Femme libre (An Unmarried Woman) de Paul Mazursky : Erica
- 1979 : La luna de Bernardo Bertolucci : Caterina Silveri
- 1979 : Merci d'avoir été ma femme (Starting Over) d'Alan J. Pakula : Marilyn Holmberg
- 1980 : C'est ma chance (It's My Turn) de Claudia Weill : Kate Gunzinger
- 1981 : Sois belle et tais-toi de Delphine Seyrig : elle-même
- 1981 : First Monday in October, de Ronald Neame : Ruth Loomis
- 1982 : I'm Dancing as Fast as I Can de Jack Hofsiss : Barbara Gordon
- 1983 : Hanna K. de Costa-Gavras : Hanna Kaufman
- 1986 : Where Are The Children? (en) de Bruce Malmuth : Nancy Holder Eldridge
- 1987 : Le Bayou (Shy People) d'Andreï Kontchalovski : Diana Sullivan
- 1990 : Oltre l'oceano de Ben Gazzara : Ellen
- 1991 : Pretty Hattie's Baby d'Ivan Passer (film inachevé)
- 1992 : Intimes Confessions (Whispers in the Dark) : Sarah Green
- 1992 : Le Grand Pardon 2 d'Alexandre Arcady : Sally White
- 1993 : Naked in New York avec Eric Stoltz, Mary-Louise Parker, Tony Curtis, Timothy Dalton, Kathleen Turner, Whoopi Goldberg : Shirley, la mère de Jake (E. Stoltz)
- 1993 : L'Amour en trop (Rich in Love) de Bruce Beresford avec Albert Finney : Helen Odom
- 1997 : Obsessions torrides (Going All the Way) de Mark Pellington : Alma Burns
- 1997 : Coup de foudre et Conséquences (Fools Rush In) : Nan Whitman
- 2001 : Never Again d'Eric Schaeffer (en) : Grace
- 2001 : Vallen : Ruth
- 2006 : Courir avec des ciseaux (Running with Scissors) : Agnes Finch
- 2010 : Love, et autres drogues (Love and Other Drugs) de Edward Zwick : Mme Randall
- 2011 : Mes meilleures amies de Paul Feig : La mère d'Annie

### Télévision
- 1968 : N.Y.P.D. (série télévisée) : Une femme dans le parc
- 1969-1970 : C'est déjà demain (Search for Tomorrow) (série télévisée) : Grace Bolton
- 1972 : The Snoop Sisters (série télévisée) : Mary Nero
- 1973 : Going Places (série télévisée) : Gloria
- 1973 : CBS Daytime 90 (série télévisée) : Laurie Robbins
- 1974 : Médecins d'aujourd'hui (Medical Center) (série télévisée) : Beverly
- 1974 : Maude (série télévisée) : Adele
- 1974 : Deux cent dollars plus les frais (The Rockford Files) (série télévisée) : Marilyn Polonski
- 1975 : Racolage (Hustling) (téléfilm) : Wanda
- 1975 : The Art of Crime (téléfilm) : Dany
- 1976 : Le Sourire aux larmes (en) (Griffin and Phoenix) de Daryl Duke avec Peter Falk (téléfilm) : Sarah Phoenix
- 1986 : Un long chemin (Miles to Go) avec Tom Skerritt (téléfilm) : Moira Browning
- 1988 : Qui garde les amis? (Who Gets the Friends?) avec James Farentino (téléfilm) : Vikki Baro
- 1989 : Fear Stalk avec Stephen Macht (téléfilm) : Alexandra Maynard
- 1990 : Unspeakable Acts avec Brad Davis (téléfilm) : Laurie Braga
- 1991 : Une vie brisée (Reason for Living: The Jill Ireland Story) avec Lance Henriksen (téléfilm) : Jill Ireland
- 1992 : Trial: The Price of Passion (téléfilm) : Juge Louise Parker
- 1992 : Lincoln (téléfilm) : Émilie Todd Helm (Voix)
- 1993 : 72 heures en enfer (Firestorm: 72 Hours in Oakland) : Anneliese Osborn
- 1994 : Honor Thy Father and Mother : The True Story of the Menendez Murders avec J. Farentino (téléfilm) : Kitty Menendez
- 1994 : La détresse invisible (en) (For the Love of Nancy) (téléfilm) : Sally Walsh
- 1995 : Photo sans identité (The Face of the Milk Carton) : Miranda Jessmon
- 1997 : Innocence perdue (en) (When Innocence Is Lost) : Susan French
- 1997 : Sins of the Mind avec Mike Farrell : Eve
- 1997 : Beauté criminelle (Crowned and Dangerous) avec Yasmine Bleeth, George Eads : Cathy Stevens
- 1998 : New York, Police judiciaire (Law & Order) (série télévisée) : Sheila Atkins
- 1998 : Frasier (série télévisée) : Marie
- 1998 : Trinity (série télévisée) : Eileen McCallister
- 1999 : Everything's Relative (en) (série télévisée) : Mickey Gorelick
- 1999 : My Little Assassin avec Gabrielle Anwar, Joe Mantegna en Fidel Castro, Robert Davi (téléfilm) : Alice Lorenz
- 1999-2001 : Ally McBeal (série télévisée) : Jeannie McBeal
- 2000 : The Only Living Boy in New York (téléfilm) : Kate
- 2002 : Leap of Faith (série télévisée) : Cricket Wardwell
- 2003 : Phénomène 2 (Phenomen II) (série télévisée) : Norma Malley
- 2004 : The Practice (série télévisée) : Victoria Stewart
- 2004 : Nip Tuck (série télévisée) : Bobbi Broderick
- 2007-2009 : Dirty Sexy Money (série télévisée) : Letitia Darling
- 2009 : Untitled Family Plot avec Henry Winkler (téléfilm) : Claire

## Distinctions
- Prix d'interprétation féminine au festival de Cannes pour le film La Femme libre (An Unmarried Woman) de Paul Mazursky.
- Deux nominations à l'Oscar de la meilleure actrice : pour La Femme libre (An Unmarried Woman) et pour Merci d'avoir été ma femme… (Starting Over).